# Греко-турецкий обмен населением

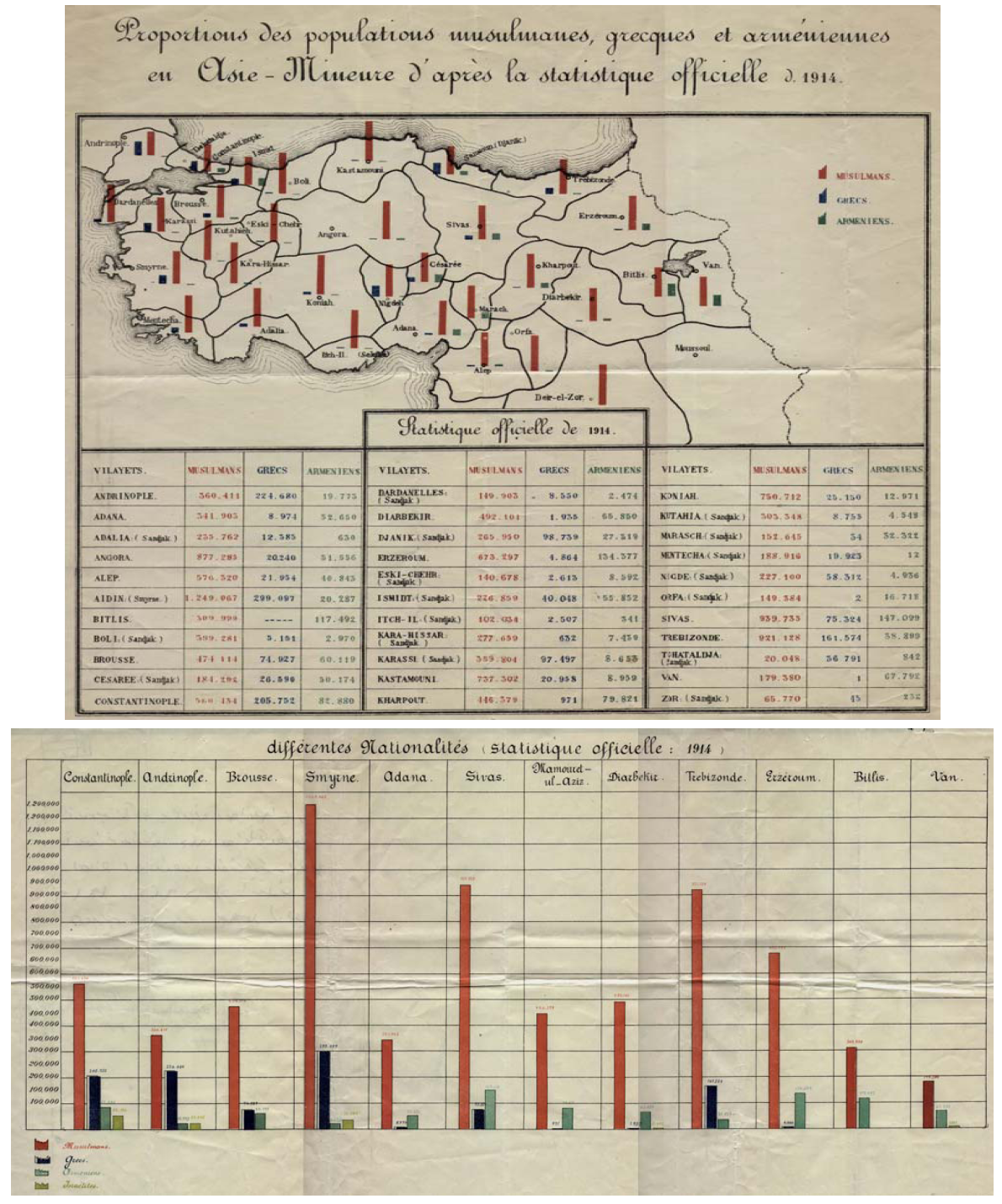
Документы переписи 1914 года Османской империи. Общая численность населения (сумма всех миллетов) была 20975345; в том числе греческого населения 1792206 — 8,5 %

Гре́ко-туре́цкий обме́н населе́нием (греч. Ἡ Ἀνταλλαγή πληθυσμών του 1923 μεταξύ Ελλάδας και Τουρκίας, Ελληνοτουρκική ανταλλαγή πληθυσμών του 1923; болг. Размяна на население между Гърция и Турция; осман. مبادله‎ Mübâdele, тур. Türkiye-Yunanistan nüfus mübadelesi) — принудительный обмен населением Греции, Турции и Болгарии в 1923 году. Стал результатом поражения Греции во Второй греко-турецкой войне 1919—1922 годов и заключения Лозаннского мирного договора. Событие стало последним этапом Малоазийской катастрофы.
Осуществлялся с 1 мая 1923 года в соответствии с подписанными 30 января 1923 года между Грецией и Великим национальным собранием Турции Конвенцией и Протоколом. Обмен затронул около 2 миллионов человек и носил принудительный характер, особенно в отношении греческого населения Малой Азии и Восточной Фракии. Главная цель обмена — гомогенизация национального состава государств, образовавшихся на территории бывшей Османской империи, и предотвращение развития сепаратизма со стороны потенциальных этнорелигиозных меньшинств.

## Предыстория
Премьер-министр Греции Элефтериос Венизелос вынашивал планы восстановления Византийской империи (см. Великая идея Венизелоса), и воссоединения греков в собственном государстве, однако этому не суждено было сбыться в результате дипломатических коллизий: изначально благоприятная обстановка (поражение Османской империи в Первой мировой войне по Мудросскому перемирию и поддержка странами Антанты греческих устремлений, включая прямую выдачу ими мандата на занятие части малоазийских территорий, насёленных греками и другими христианами) обернулась в ходе начавшейся войны фактическим предательством со стороны союзников, прекративших всякую помощь грекам (хотя способствовали её развязыванию и формально участвовали в ней на стороне Греции) и военно-технической и финансовой поддержкой правительству турецких националистов со стороны большевистского правительства России. В результате Греция, несмотря на преимущество в численности войск и боеприпасов, потерпела сокрушительное поражение от сил турок. В Греции произошло военное восстание 11 сентября 1922 года, закончившееся свержением короля Константина I, а также судом и расстрелом пяти министров партии монархистов и назначенного ими главнокомандующего, обвинённых в том, что своими действиями принесли интересы государства в жертву партийным интересам и привели к поражению Греции и последующей резне. Договор об обмене населения был заключён после поражения Греции в греко-турецкой войне 1919—1922 годов, в результате чего Греция также потеряла право на Смирнский округ и Восточную Фракию. Это обрекло христианское население округа (которое составляло половины населения довоенного Измира) на безжалостную резню со стороны турецких войск и сожжение города турками. При этом британские войска, не вмешиваясь, наблюдали за происходящим в бухте города. Вскоре основная масса христиан была эвакуирована в Афины, многие уехали в Америку и Австралию.

## Условия обмена
Между Грецией и Турцией обмен производился по религиозному (а не этническому) признаку. Так, грекоязычные мусульмане вынуждены были покинуть территорию Греции (особенно Крит — см.: Критские мусульмане), в то время как христианское население покидало Турцию (точнее Анатолию), несмотря на то, что большинство христиан из внутренних районов полуострова уже утратило способность говорить по-гречески и перешло на специфический диалект турецкого языка — караманлидский язык.
Между Грецией и Болгарией обмен проходил по этническому признаку.
Болгария и Турция принудительный обмен населением не производили. При этом, практически все православные болгары покинули территорию Турции, в то время как тюркоязычные и прочие мусульмане продолжали проживать в Болгарии в значительных количествах, несмотря на продолжающееся мухаджирство.

## Эвакуация

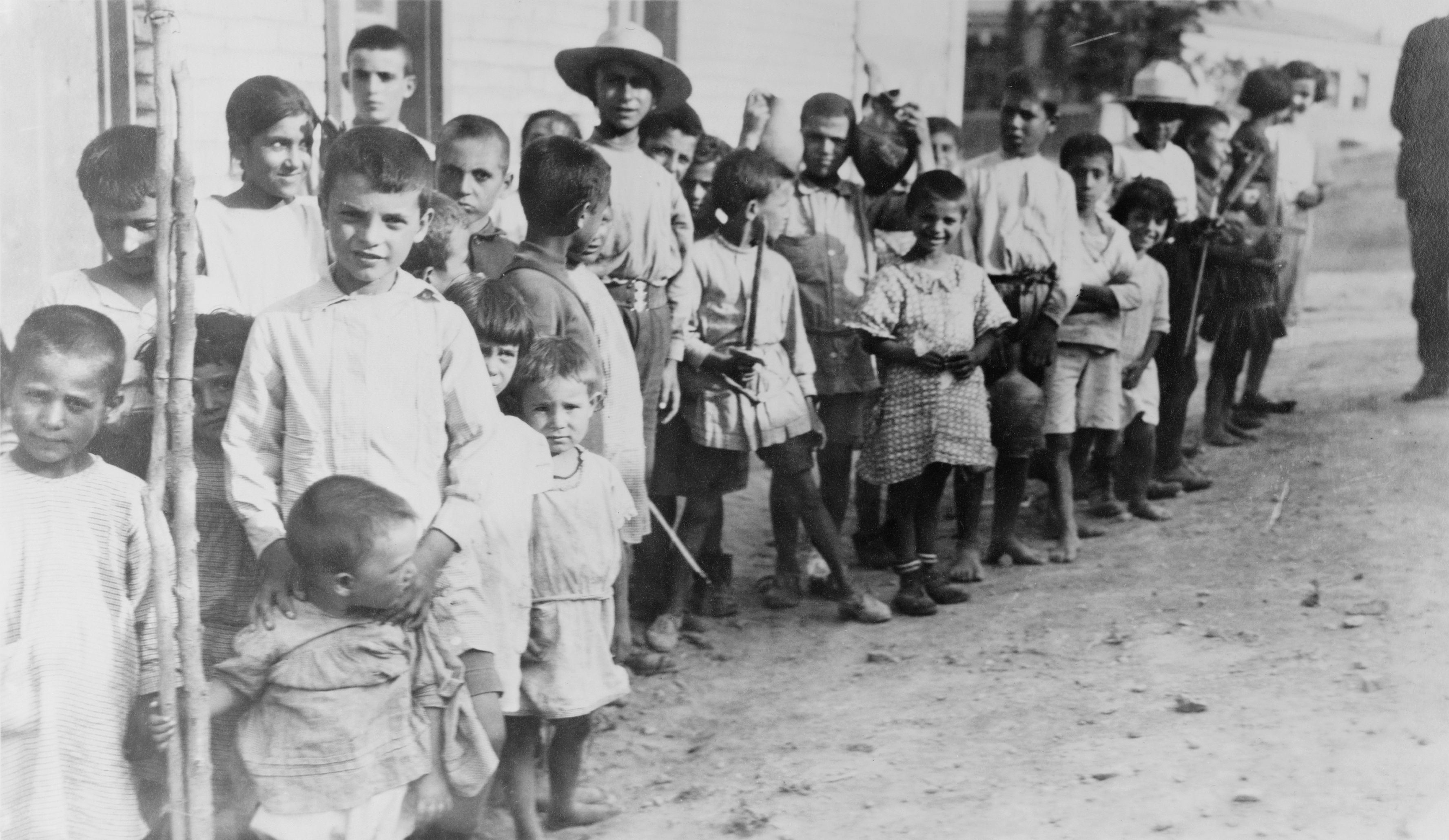
Дети греческих и армянских беженцев возле Афин, 1923 год

Вслед за эвакуацией христиан (около 1,5 млн человек) последовало выселение и мусульман из Северной Греции (в основном из Македонии). Вследствие этого, Салоники — древний греческий город, в значительной степени утративший к началу XVI века своё христианское (греко-славянское) большинство, — был реэллинизирован. Кроме того, чисто греческим и христианским стал Крит. Вместе с тем все, исключая Константинополь, города Западной Турции (исторически греческие Адрианополь, Смирна и многие мелкие поселения) лишились своих христианских жителей. При этом обмен был явно неравноценным: 1,5 млн выселенных христиан прибыли в Грецию на место 0,5 млн уехавших мусульман, что создало в Греции социальный кризис, привело к росту трущоб в крупных городах (в первую очередь в Афинах, Пирее, Фессалониках), массовой безработице, росту бедности и голода, массовой эмиграции за рубеж.

## Статистика обмена

### Грекохристианские эмигранты
По данным официальной статистики, 151 892 грека покинули Малую Азию ещё в ходе конфликта. Большая часть направилась в Грецию, однако значительное количество эмигрировало в США, Канаду и Австралию. Лозаннский мирный договор 1923 года официально учёл 1 404 216 грекохристианских переселенцев с территории Турции; 60 027 греков прибыли с черноморского побережья Болгарии; 58 522 прибыли с территории бывшей Российской империи (в основном из Крыма, где пал белогвардейский режим Врангеля); 30 080 беженцев прибыли также из других регионов (в основном с территории Албании, Додеканесских островов и др.). Значительная часть иммигрантов направилась в бедные кварталы Афин и Салоник, откуда до трети из них впоследствии реэмигрировали в Северную Америку (см. Греки в США). Значительное количество людей прибыло в Грецию и выбыло из неё без учёта официальной статистикой. Приём беженцев обошёлся Греции в 45 млн французских франков, а также Лига Наций выделила стране 150 млн франков дополнительно для размещения беженцев.

### Мусульманские эмигранты
Что касается мусульман, то статистика официально учла 380 тыс. «турок», выселенных из Македонии. Среди них, впрочем, было и некоторое количество цыган-мусульман, албанцев-мусульман, а также славян-мусульман (см.: помаки), а кроме того до 3 тыс. исламизированных романоязычных валахов (см.: мегленорумыны). Чтобы раз и навсегда покончить с болгарскими притязаниями на северное побережье Эгейского моря, 60 тыс. болгар-христиан было одновременно выселено греческими властями
в Болгарию.

## Исключения
Конвенция предусматривала исключение 3-х регионов из обмена: греки-христиане Константинополя (Префектура города Константинополя, как определено законом 1912 г.) — на тот момент около 270 тыс. человек; островов Имброс (Гёкчеада) и Тенедос (Бозджаада); мусульмане (турки, болгары и цыгане) Западной Фракии (около 86 тыс.).
Сохранилось мусульманское население Кипра (18%) — тогда британского — и Додеканесских островов Родоса и Коса (5%) — тогда под управлением Италии.
Мусульмане в Греции сохранили численный перевес в районах традиционного проживания (Ксанти; см.: помаки). Греческое же население Стамбула на протяжении XX века продолжало сокращаться. К 1955 году в городе осталось не более 100 тыс. греков и многие из них были изгнаны в результате погрома.
Острова Имброс (Гёкчеада) и Тенедос (Бозджаада) были заселены турками и употребление греческого языка в школах и администрации с 1974 года было запрещено. В Греции образование на турецком языке сохраняется в регионе Западная Фракия до сих пор.